# Bordenakerk
De Bordenakerk is een kerkgebouw in Vrouwenparochie in de Nederlandse provincie Friesland.

## Beschrijving
Het kerkgebouw van de Hervormde Gemeente is een vijfzijdig gesloten zaalkerk ter vervanging van een kerk uit de 16e eeuw. In het fronton van de classicistische ingangsomlijsting aan de westzijde van de kerk staat dat de eerste steen is gelegd op 19 april 1670 uit naam van grietman Willem van Haren. In de gevelsteen aan de zuidzijde staat dat de eerste steen is gelegd door Nicolaus Johannes Walewyck van der Mey, zoon van de predikant. In de geveltoren hangt een klok (1602) van klokkengieter Gregorius van Hall. De zuidgevel heeft spitsboogvensters en de noordgevel een rondboogvenster. Boven de deur in het koor aan de oostzijde staat het opschrift:" Hier straft en zegent men: Hier wordt elk ziel genood, In deeze vierschaar moet all vrolyk zijn of beven, Hier is het Huys, waarin Wij leeren van de Dood, Als een herboren zaad, te treeden tot het Leeven."
Het interieur wordt gedekt door een tongewelf. Er is een overhuifde herenbank van de familie Van Haren en een rouwbord (1640), afkomstig uit de oude kerk, van grietman Boudwijn van Loo. Het orgel uit 1843 is gebouwd door L. van Dam & Zonen en in gebruik genomen op 31 januari 1844. Het kerkgebouw is een rijksmonument.

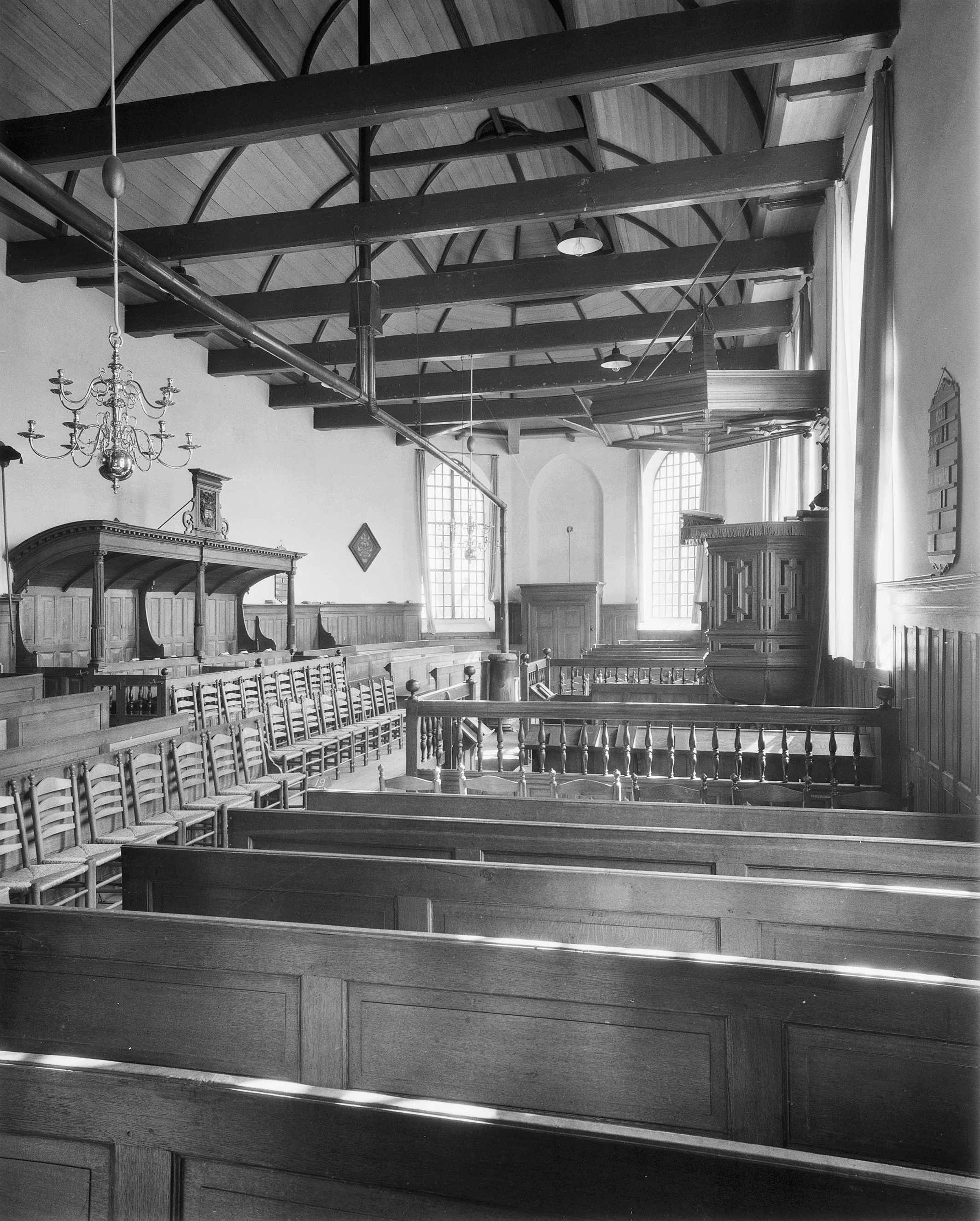
Interieur met preekstoel (1959)
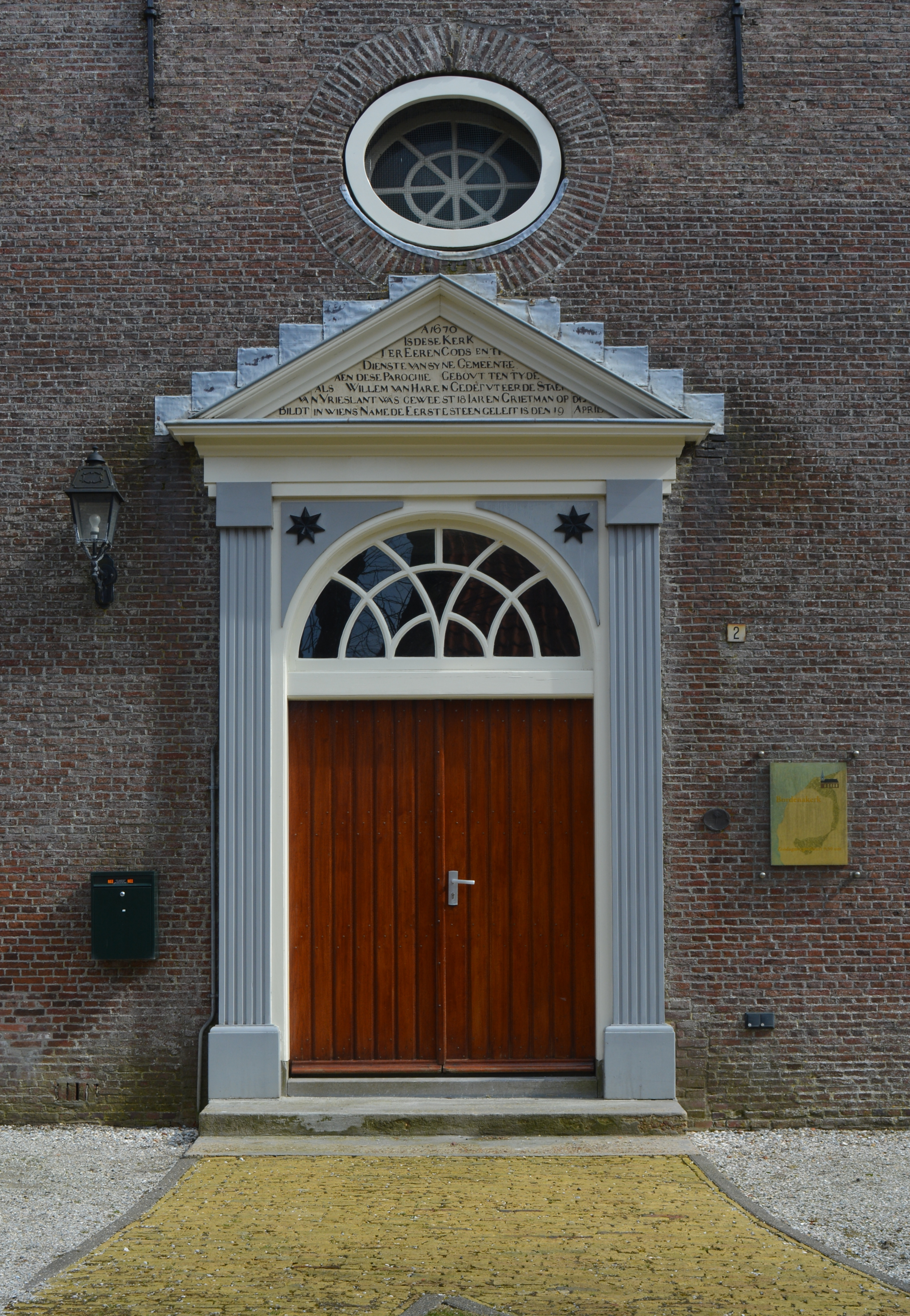
Ingang
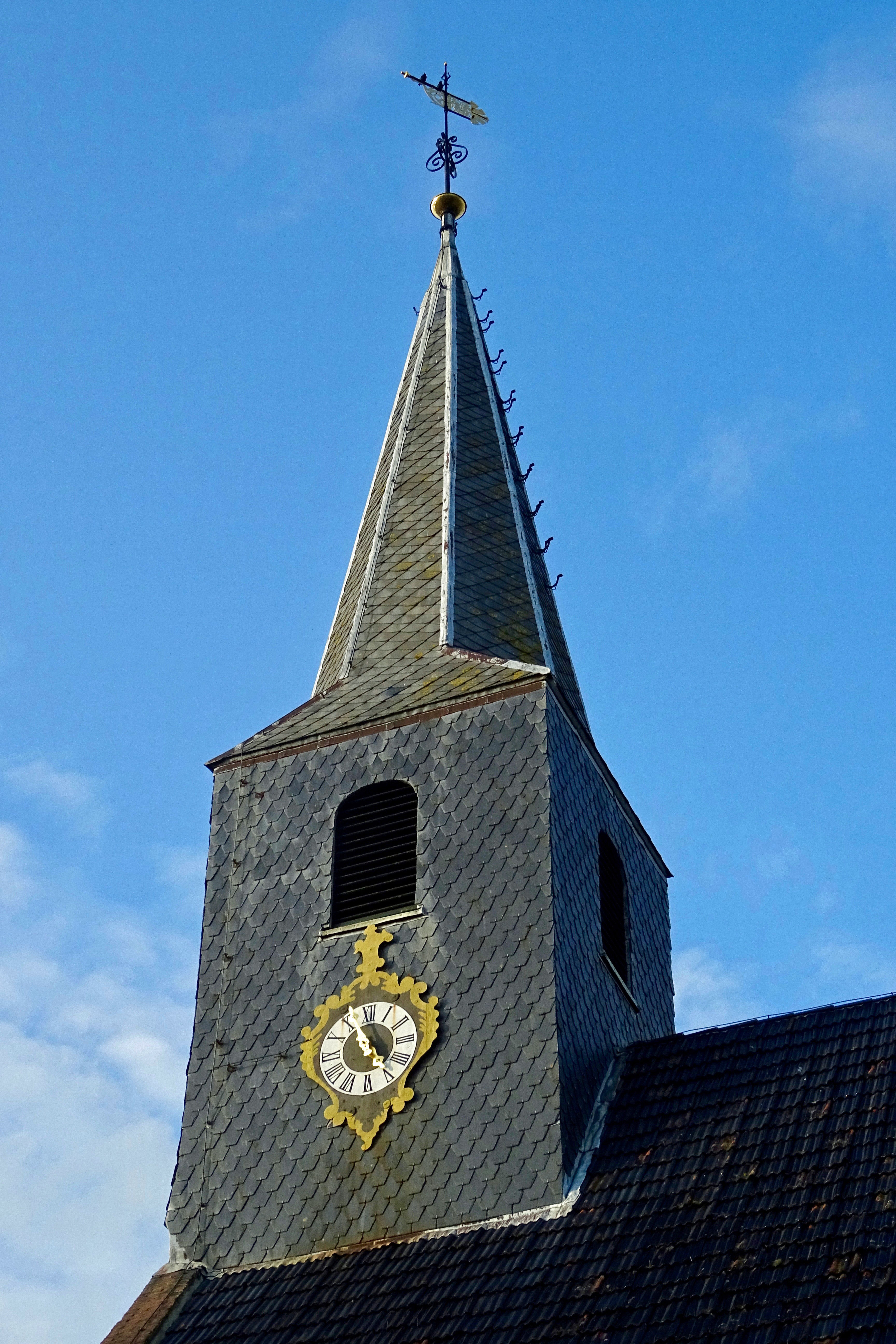
Kerktoren

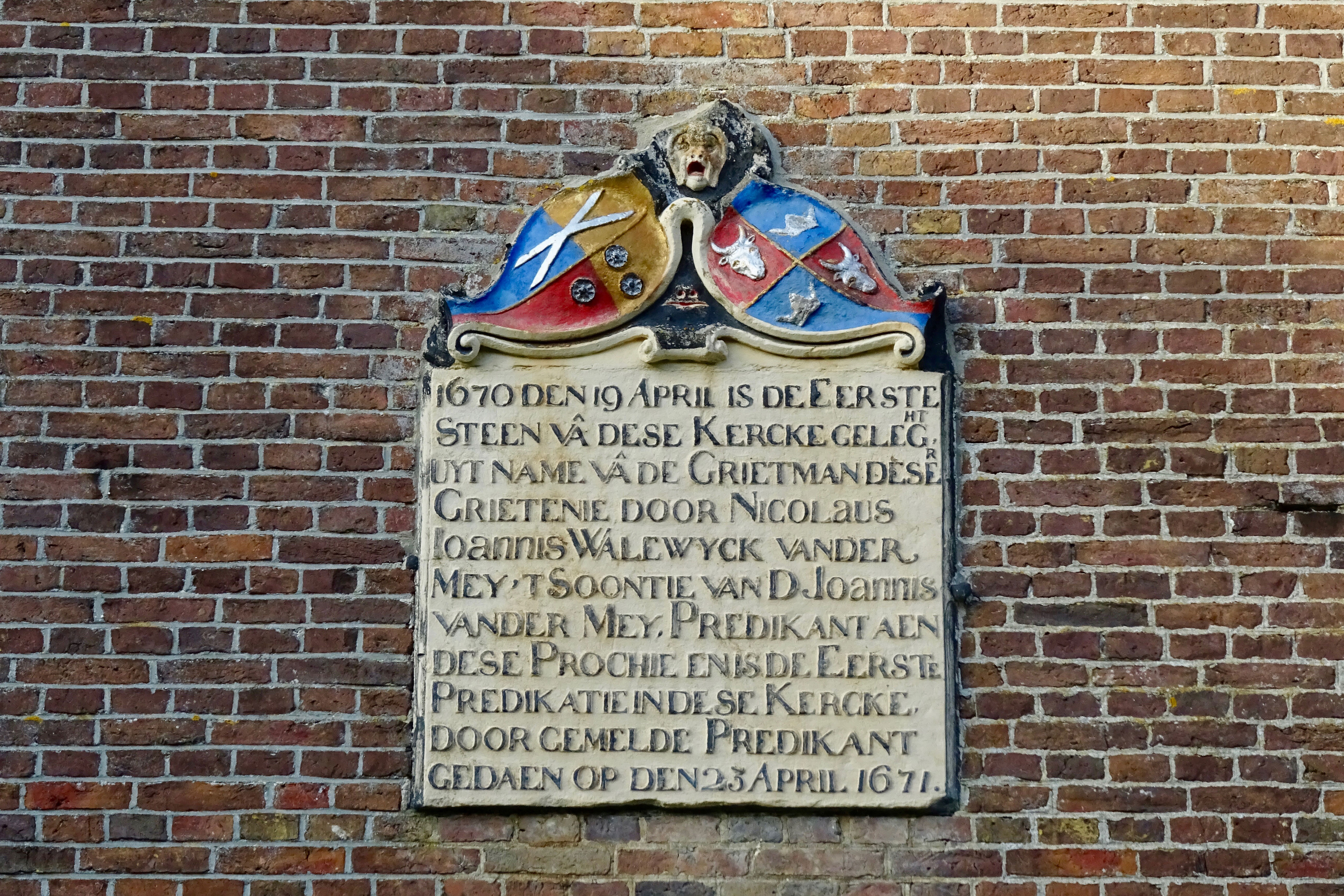
Gevelsteen
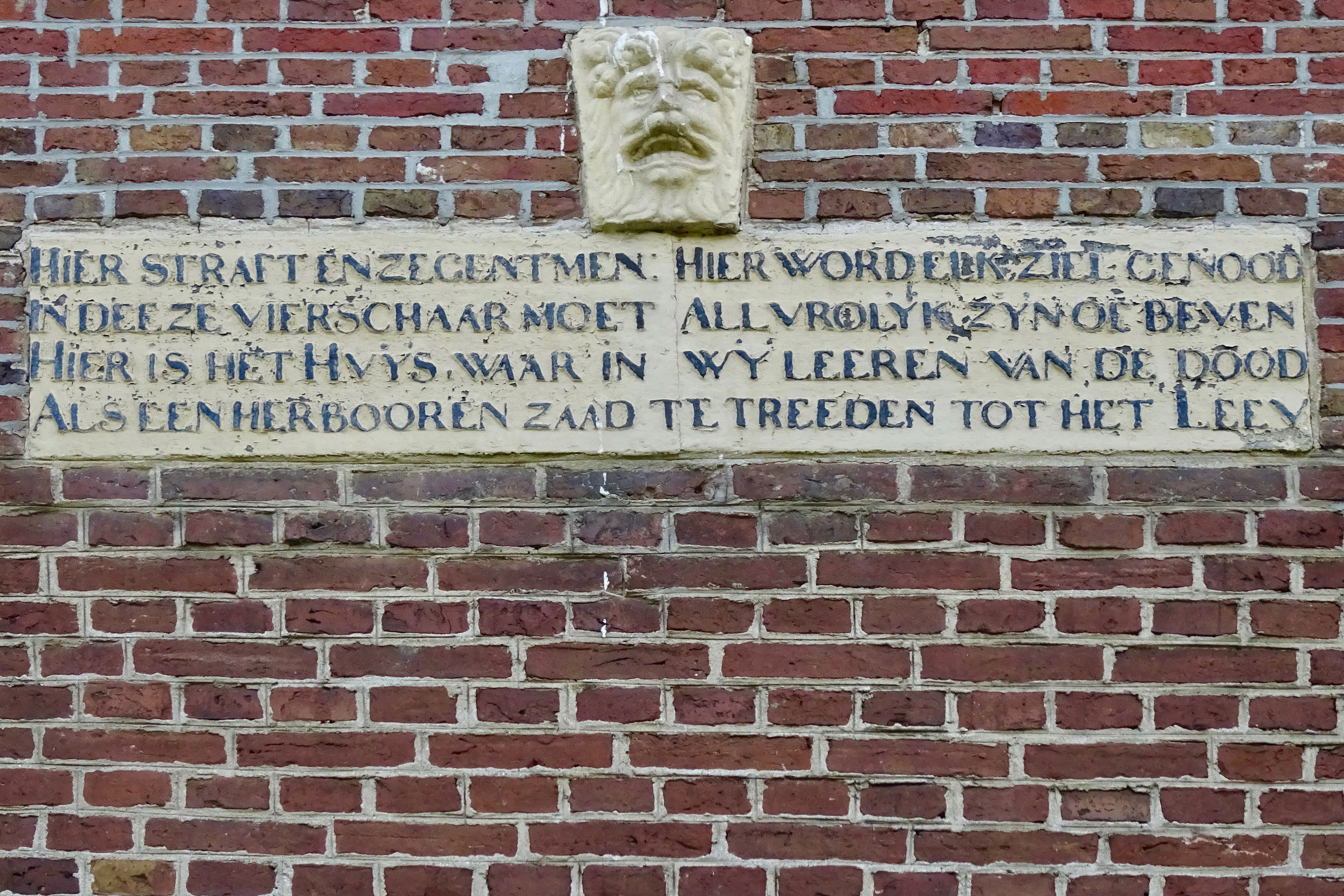
Gevelsteen